# Alta, média e baixa justiça
Alta, média e baixa justiça são noções do direito existente durante o feudalismo ocidental, e indicam graus descendentes de poder para aplicar sentenças, através do estabelecimento da punição máxima a que cada autoridade poderia sentenciar seus súditos ou dependentes.
A baixa justiça dizia respeito às ações civis do dia-a-dia, incluindo alegações e delitos menores, que geralmente eram resolvidas com multas ou punições corporais leves. Era aplicada por muitas autoridades pouco importantes, incluindo pequenos senhores feudais, que eram responsáveis por aplicar a justiça aos seus servos e inquilinos. A justiça intermediária envolvia plena jurisdição civil e criminal, exceto para crimes capitais, e, notavelmente, excluindo o direito de aplicar a pena de morte, a tortura e castigos corporais severos, que eram reservados às autoridades detentoras da alta justiça.
A alta justiça, também conhecida como ius gladii ("direito da espada") era a mais alta autoridade penal, normalmente detida por um soberano. De fato, a espada da justiça e a mão da justiça são insígnias reais que simbolizam essa autoridade. 